# La pajarería de Transilvania
La pajarería de Transilvania (Dr. Zitbag's Transylvania Pet Shop en inglés, Dr. Globule en francés) es una serie de animación franco-británica creada por Tony Barnes. La serie se emitió en primer lugar en Reino Unido, donde se emitió en ITV el 17 de enero de 1994 y finalizando el 5 de abril de 1995, la serie estuvo compuesta por cinco temporadas. En Francia, la serie se emitió en TF1 desde  el 4 de septiembre de 1996. El programa llegó a emitirse en Bulgaria a través de Televisión Nacional de Bulgaria desde 1997 hasta el 2000 alcanzando la popularidad. Allí la serie se tituló Др.Злобил (Dr.Zlobil). También llegó a emitirse en Portugal a través de la cadena SIC titulada de "Loucuras na Transilvânia" y en España, donde se hizo tan popular que en la década del 2000 aún la emitían en Clan.

## Sinopsis
El doctor Granudo es despedido del departamento de mascotas de los prestigiosos almacenes Horrendo, y decide ganarse la vida vendiendo mascotas monstruos a los ciudadanos de Transilvania. El doctor Granudo ha puesto su tienda en el viejo castillo encantado donde el agente Perezoso desea tener su comisaría. Éste intentará cerrarle la tienda mediante todo tipo de argucias. En el castillo se encuentra con un perro esqueleto, Horrifido, con el que tendrá que compartir el lugar.

## Personajes
Doctor Granudo - Es el personaje principal de la obra, un científico loco que pretende convertirse en el mejor vendedor de mascotas del mundo. Sin embargo, sus planes fallan a menudo.
Horrifido - Horrifido es el verdadero dueño del castillo donde el Doctor Granudo tiene la pajarería, y trabaja como su ayudante. Es un perro esqueleto con murciélagos verdes por orejas. 